# Liste des maires d'Ugine
Pour un article plus général, voir Ugine.
Cette page présente la liste des maires d'Ugine, centre industriel et septième ville du département de la Savoie en population avec près de 8 000 habitants.
La ville a notamment donné deux députés, Auguste Proust et André Pringolliet, ainsi qu'un président du conseil général de la Savoie. Le maire actuel est Franck Lombard.

## Histoire
Avant l'invasion des troupes révolutionnaires françaises en 1792, la ville d'Ugine était dirigée par un premier syndic et son conseil. L'annexion en 1792 du duché de Savoie voit se mettre en place l'administration française, dont la fonction de maire. Le premier maire d'Ugine est Jean-Claude Poëcin, ancien syndic.
À la suite de la Restauration des États de Savoie en 1815, Ugine retrouve le système de gestion sarde jusqu'à l'Annexion de la Savoie à la France, à la suite du traité de Turin de 1860. Le nouveau maire de la ville est Maurice Mayet.

## Les maires

### Liste des maires de 1792 à 1815
De septembre 1792 à novembre 1815, le duché de Savoie est occupé par les troupes révolutionnaires françaises, puis impériales. En octobre 1792, la nouvelle organisation mise en place prévoit la création d’une assemblée générale de la municipalité avec un maire nommé.
| Période | Période | Identité                     | Étiquette | Qualité       |
| ------- | ------- | ---------------------------- | --------- | ------------- |
| 1791    | 1793    | Jean-Claude Poëncin          |           | Ancien syndic |
| 1793    | 1799    | Joseph-Marie Delachenal      |           | ...           |
| 1799    | 1799    | Jean Dubettier               |           | ...           |
| 1799    | 1799    | Joseph-Marie Delachenal      |           | ...           |
| 1800    | 1814    | Joseph-Marie Delachenal      |           | ...           |
| 1814    | 1815    | César-Alexandre de Magdelain |           | ...           |

### Liste des maires depuis 1860
En juin 1860, le duché de Savoie est réuni à la France. Les maires sont nommés par l’Empereur, pour une durée de quatre ans. À la suite de la chute du Second Empire, au cours des trois premières républiques, les maires sont de nouveaux à la tête des communes et sont élus par les citoyens. Durant la période du Régime de Vichy (1941-1944), le représentant de la commune est nommé.
| Période                                  | Période                  | Identité                | Étiquette    | Qualité |
| ---------------------------------------- | ------------------------ | ----------------------- | ------------ | --- |
| Les données manquantes sont à compléter. |                          |                         |              | |
| 1860                                     |                          | Maurice Mayet           |              | ... |
| 1889                                     |                          | Auguste Dubettier-Barut |              | ... |
| 1896                                     | 1908                     | Auguste Proust          | Conservateur | Notaire Député de la Savoie (1901 → 1906) Conseiller général du canton d'Ugine (1897 → 1919) |
| 1908                                     | 1940                     | André Pringolliet       | SFIO         | Cultivateur-négociant Député de la Savoie (1932 → 1940) Conseiller général du canton d'Ugine (1919 → 1941) |
| Les données manquantes sont à compléter. |                          |                         |              | |
| 1944                                     | 1945                     | André Pringolliet       |              | |
| Les données manquantes sont à compléter. |                          |                         |              | |
| octobre 1947                             | mars 1959                | André Pringolliet       |              | |
| mars 1959                                | mars 1971                | Jules Bianco            | Rad.         | Conseiller général du canton d'Ugine (1945 → 1964) Président du conseil général de la Savoie (1956 → 1964) |
| mars 1971                                | mars 1989                | Jean-Marie Meunier      | PS puis DVG  | Conseiller général du canton d'Ugine (1964 → 1993) |
| mars 1989                                | juin 1995                | Louis Bertrand          | PCF          | |
| juin 1995                                | En cours (au avril 2014) | Franck Lombard          | DVD          | Cadre supérieur Conseiller général (1993 → 2015) puis départemental du canton d'Ugine (2015 → ) 1er vice-président du conseil départemental de la Savoie (2015 → ) Président de la Communauté d'agglomération Arlysère (2017 → ) |
| Les données manquantes sont à compléter. |                          |                         |              | |

### Biographie des maires

#### Frank Lombard
Franck Lombard, est élu maire en 1995 en battant le maire sortant communiste, Louis Bertrand. Il est réélu premier magistrat de la commune en 2001, 2008 puis largement en 2014 avec plus de 74,27 % des suffrages et de nouveau en 2020. Il est également vice-président de la communauté de communes de la région d'Albertville de 2001 à 2016 puis président de la communauté d'agglomération Arlysère depuis sa création en 2017.
En 1993, il est élu conseiller général du canton d'Ugine face au socialiste Jean-Marie Meunier. Réélu systématiquement, il est vice-président du conseil général de la Savoie, délégué au développement durable jusqu'aux élections départementales de 2015 où il devient premier vice-président dans le nouvel exécutif.

#### Louis Bertrand
Louis Bertrand, membre du Parti communiste français, est maire de 1989 à 1995.

#### Jean-Marie Meunier
Jean-Marie Meunier (1922-1993) est maire de 1971 à 1989.

#### Jules Bianco
Jules Bianco (1895-1986) est maire de 1959 à 1971, conseiller général de 1945 à 1964 et président du conseil général de la Savoie de 1956 à 1964.

#### André Pringolliet
André Pringolliet (1879-1965) est maire de 1908 à 1940, puis de 1944 à 1945 et de 1947 à 1959.

#### Auguste Proust
Pierre-Auguste Proust (1852-1923) est maire de 1896 à 1908. C'est sous son mandat que les aciéries sont créées ; elles vont bouleverser la vie paysanne de la commune, la faisant basculer en cité ouvrière.

## Les syndics

### Liste des syndics duXVesiècleà 1792
Durant la période du duché de Savoie (XVe siècle à 1792), le représentant de la commune est le syndic. Ce dernier est élu pour un an par ses pairs. La charge de syndic disparaît en 1792 lorsque le duché est occupé par les troupes révolutionnaires françaises.

### Liste des syndics 1815 à 1860
En 1815, le duché de Savoie retourne au roi de Sardaigne. Les syndics sont de nouveaux mis en place dans les communes. Ils sont nommés par le roi pour une durée de trois ans.
| Période | Période | Identité                                | Étiquette | Qualité                                        |
| ------- | ------- | --------------------------------------- | --------- | ---------------------------------------------- |
| 1816    | 1817    | Charles-Emmanuel Delachenal             |           | Fils de l'ancien maire Joseph-Marie Delachenal |
| 1818    | 1821    | Joseph-Marie Delachenal, cadet          |           |                                                |
| 1821    |         | Pierre-Marie Montgellaz                 |           | ...                                            |
| 1822    |         | Jacques Geny                            |           | ...                                            |
| 1825    | ...     | Jean-Victor Pontenier                   |           | ...                                            |
| 1829    | ...     | Joseph-Marie Delachenal, cadet          |           | ...                                            |
| 1842    | ...     | Pierre-Marie Montgellaz                 |           | ...                                            |
| 1845    | ...     | Alphonse Delachenal d'Outrechaise       |           | ...                                            |
| 1848    | ...     | Joseph-Balth. Poëncin, faisant fonction |           | ...                                            |
| 1849    | ...     | Jean-Baptiste Pétef                     |           | ...                                            |
| 1851    | ...     | François Page                           |           | ...                                            |
| 1857    | 1860    | Isidore Berthet                         |           | ...                                            |